# Ampelisca bicarinata
Ampelisca bicarinata is een vlokreeftensoort uit de familie van de Ampeliscidae. De wetenschappelijke naam van de soort is voor het eerst geldig gepubliceerd in 1983 door Goeke & Heard.